# Cyrtandra axillaris
Cyrtandra axillaris är en tvåhjärtbladig växtart som beskrevs av Charles Baron Clarke. Cyrtandra axillaris ingår i släktet Cyrtandra och familjen Gesneriaceae. Inga underarter finns listade i Catalogue of Life.